# Phyllidie verruqueuse
Phyllidia varicosa
Espèce
Synonymes
- Phyllidia arabica, Ehrenberg, 1831
- Phyllidia borbonica, Cuvier, 1804
- Phyllidia fasciolata, Bergh, 1869
- Phyllidia honloni, Risbec, 1956
- Phyllidia quinquelineata, Blainville, 1816
- Phyllidia trilineata, Cuvier, 1804

La Phyllidie verruqueuse (Phyllidia varicosa) est une espèce de nudibranches de la famille des Phyllidiidae.

## Distribution
Cette espèce est largement répandue dans les océans Indien et Pacifique, ainsi qu'en mer Rouge.

## Description
Cette espèce mesure de 10 à 13 cm.
Le corps est allongé et limaciforme.
Le manteau a une teinte de fond gris-bleu, la surface du corps est garnie d'une multitude de petits tubercules dont le sommet est jaune-rangé. Une crête médiane formée de tubercules est présente et est soulignée par un réseau de lignes noires longitudinales qui se divisent sur les bords périphériques du manteau.
Les rhinophores sont lamellés,rétractiles et de teinte jaune-orangé identique aux tubercules.
Le dessous du pied est uniformément gris-bleu avec une ligne médiane noire.

## Éthologie
Cette Phyllidie est benthique et diurne.

## Alimentation
Phyllidia coelestis se nourrit exclusivement d'éponges.

## Galerie

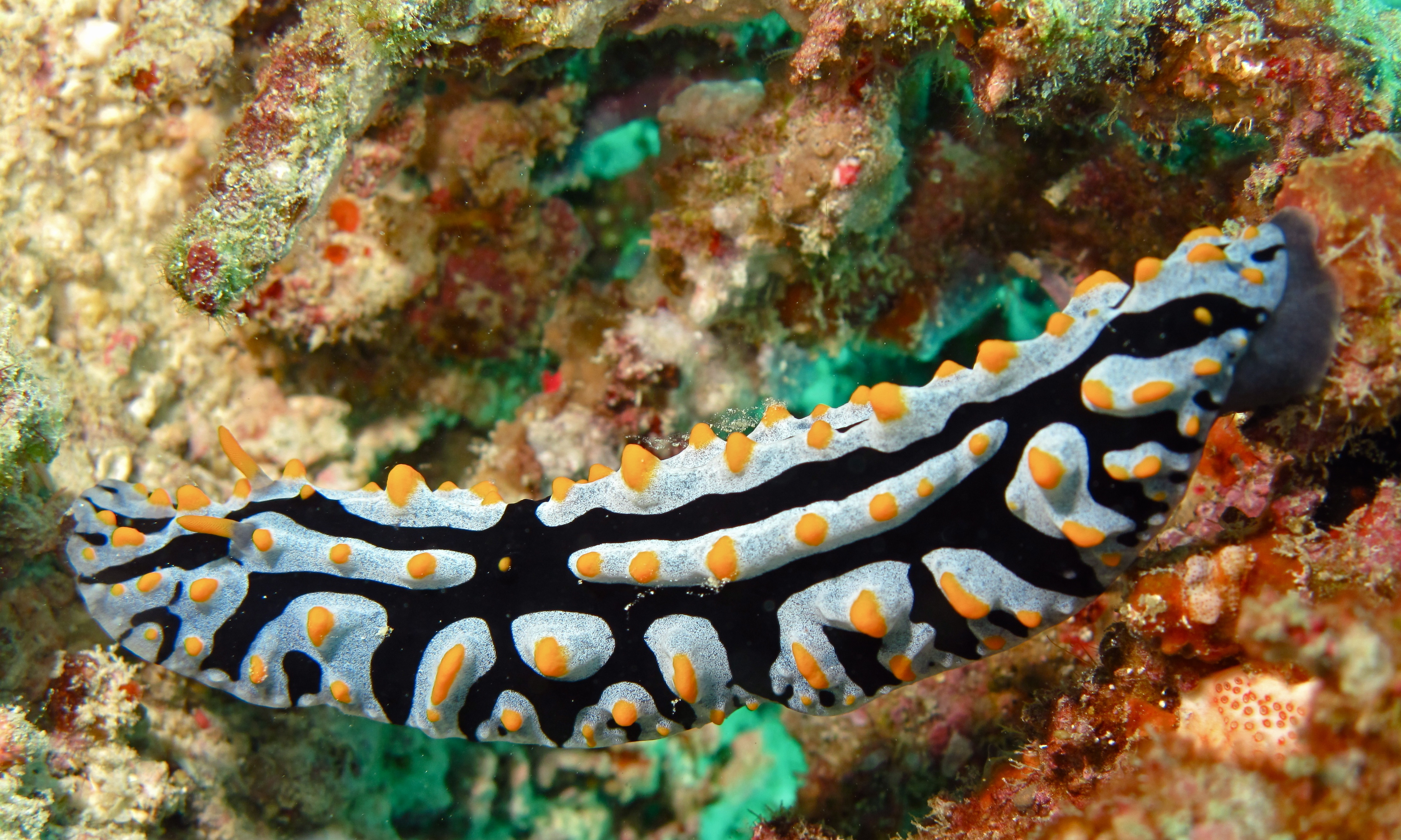
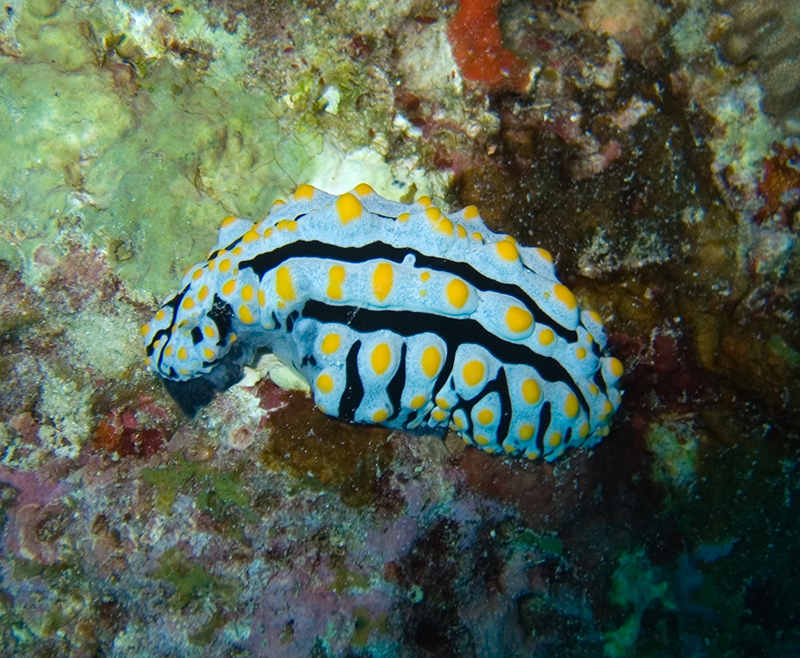
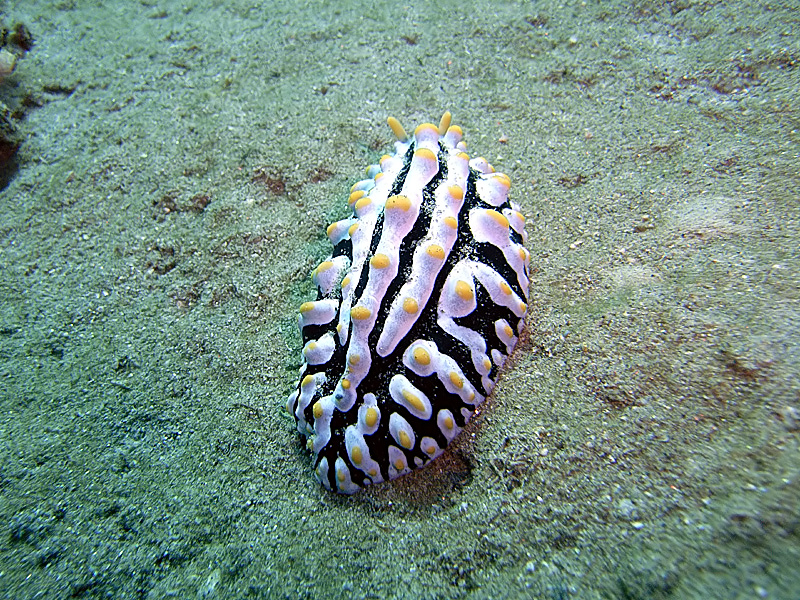
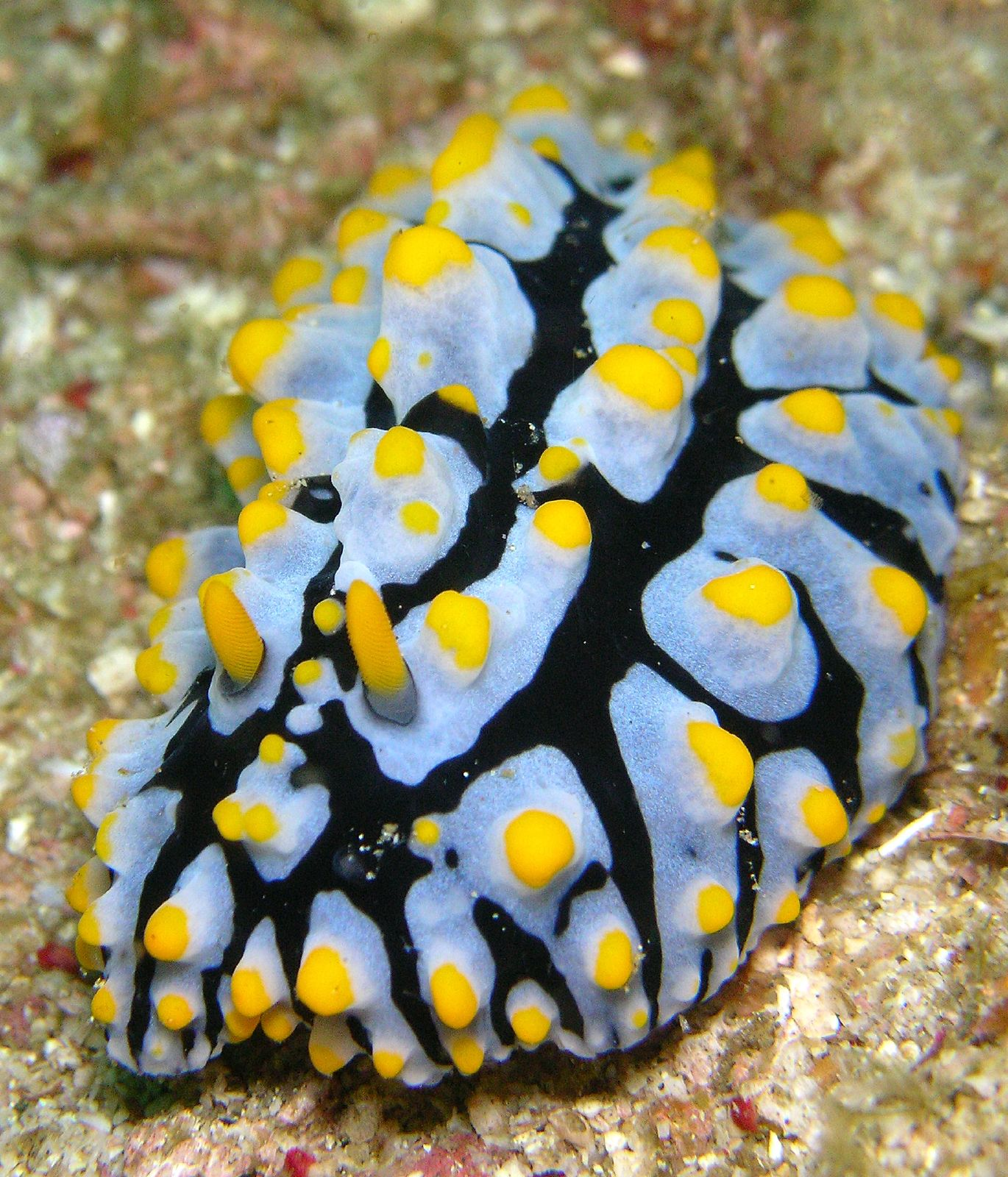
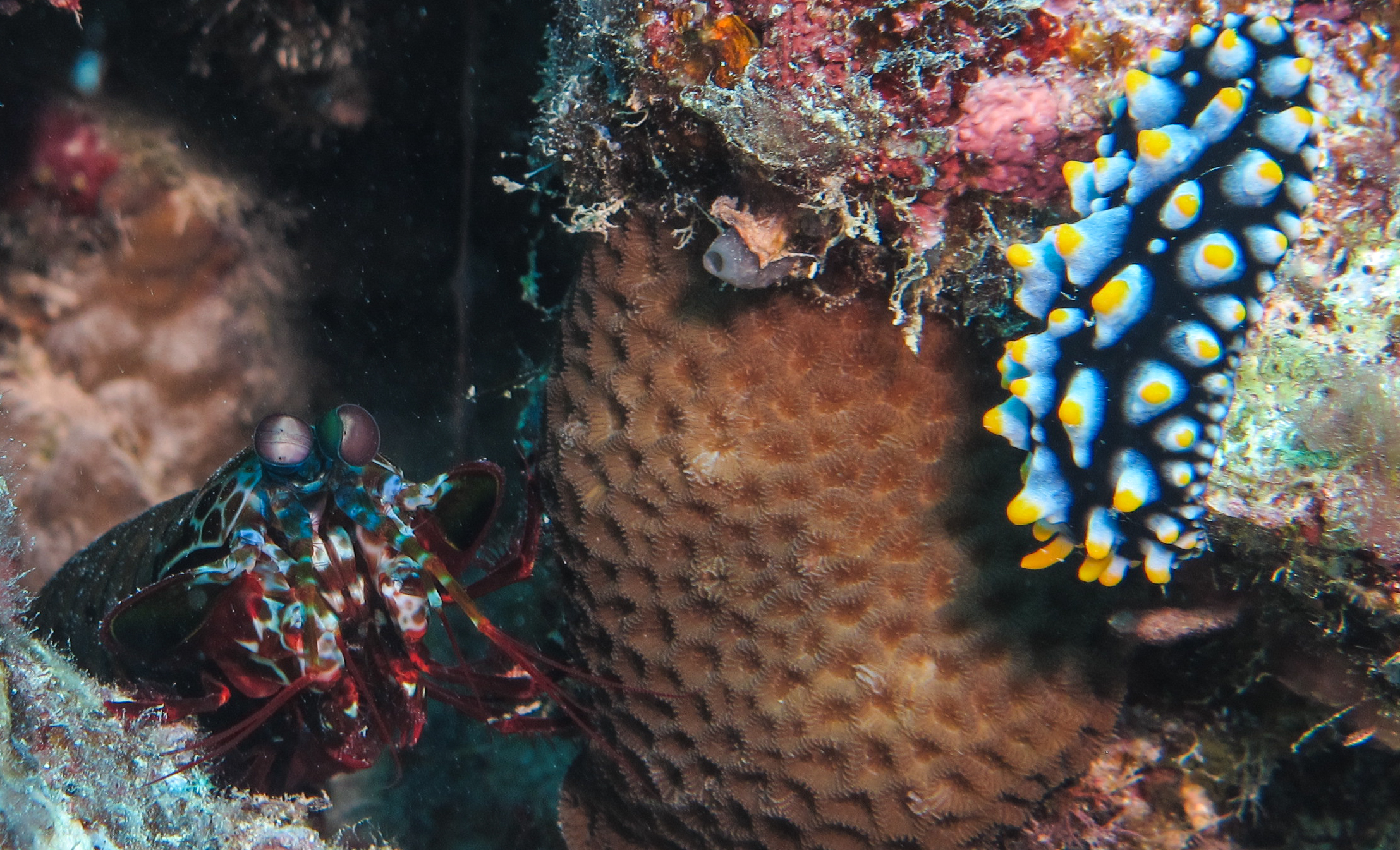
Avec une squille.
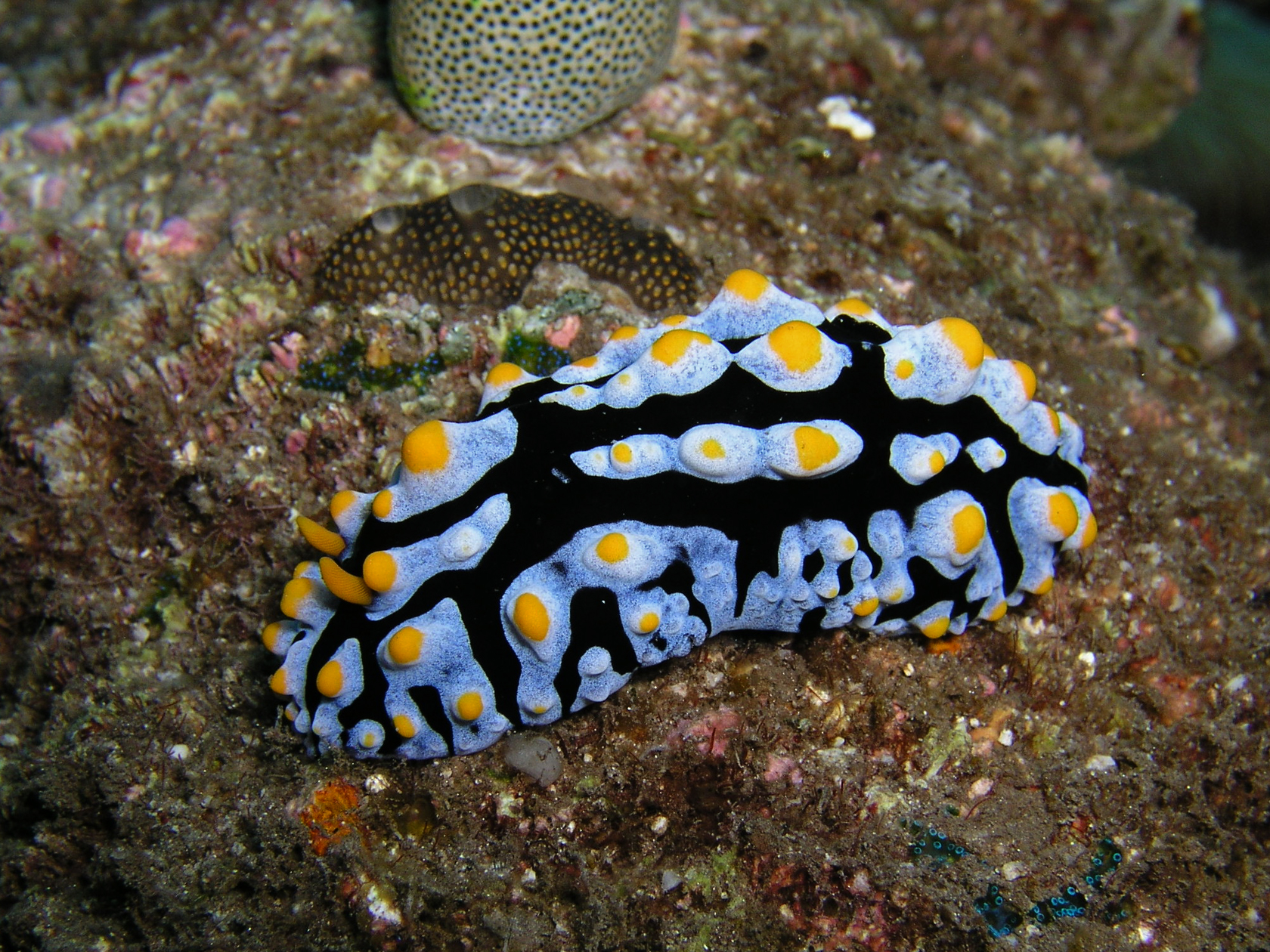